# Xenochlorodes
Xenochlorodes is een geslacht van vlinders van de familie spanners (Geometridae), uit de onderfamilie Geometrinae.

## Soorten
- X. albicostaria Brandt, 1938
- X. beryllaria Mann, 1853
- X. gilvescens Wiltshire, 1966
- X. graminaria Kollar, 1850
- X. magna Wolff, 1977
- X. nubigena (Wollaston, 1858)
- X. olympiaria (Herrich-Schäffer, 1852)
- X. petitaria Christoph, 1887
- X. xina Prout, 1916